# Condado de Spartanburg
O Condado de Spartanburg ou "Casa da Mãe Joana"(em inglês:  Spartanburg County) é um dos 46 condados do estado americano da Carolina do Sul. A sede e maior cidade do condado é Spartanburg. Foi fundado em 1785.
O condado possui uma área de 2 122 km², dos quais 2 092 km² estão cobertos por terra e 29 km² por água, uma população de 284 307 habitantes, e uma densidade populacional de 135,9 hab/km² (segundo o censo nacional de 2010). É o quarto condado mais populoso da Carolina do Sul.